# Judith Howard
Judith Ann Kathleen Howard (21 de octubre de 1945-Cleethorpes, Lincolnshire) es una química y cristalógrafa británica. Es profesora de química en la Universidad de Durham.

## Biografía
Judith Howard asistió a la escuela primaria de Salisbury para niñas y luego estudió Química en la Universidad de Bristol. Durante el último curso de su licenciatura, estudió la estructura del estaño-tetra-hierro-tetra carbonil, que fue el tema de su primera publicación científica.
Tras la licenciatura en Ciencias, obtuvo un título de Doctora de la Universidad de Oxford, donde  estudió la estructura de la insulina supervisada por Dorothy Hodgkin. En 1991, Howard ocupó una plaza de profesor de Cristalografía en la Universidad de Durham. Es directora del departamento de química  en la Universidad de Durham) y fue presidenta de la Asociación Cristalográfica Británica.

## Investigación
La investigación de Howard gira alrededor de la cristalografía de rayos X. Sus intereses incluyen la cristalización in situ de líquidos, la cristalografía de temperatura ultrabaja, la cristalografía de alta presión, el análisis de densidad de carga experimental, las reacciones en estado sólido,y  el estudio de materiales ópticos no lineales y de materiales de interés magnético. Howard ha sido coautora de  más de 1500 publicaciones,
Howard ha desarrollado instrumentación para experimentos en el campo de la Cristalografía de rayos X. Es presidente del consejo de administración de la compañía de software Olexsys para procesar datos cristalográficos.

### Premios y honores
Howard obtuvo un doctorado honorario en ciencias en la Universidad de Bristol en 1986. En 2005,  la Universidad de Bath le concedió  un título honorario y .en 2016 recibió un Doctorado Honorario en Ciencias de la Universidad de East Anglia. entre otros premios y distinciones destacan los siguientes:
- 1996: Nombramiento de Comandante de la Orden del Imperio Británico (CBE)
- 1999: Premio de Química Estructural 1999 de la Royal Society of Chemistry (RSC)
- 2002: Miembro de la Royal Society (FRS)[3]